# Kineska nova godina
Kineska nova godina (kin. 农历 新年 - Ako Nung-Nien, formalni kineski 农历 新年, pinyin: Nónglì xīnnián.) ili Proljetni festival (kín. 春节 -. Chun-kravata, pinyin: chūnjié) najvažniji je i najduži tradicionalni kineski praznik. Poznata je i pod imenom lunarna nova godina, posebice izvan Kine.
Slavlje tradicionalno počinje na prvi dan prvog lunarnog mjeseca, na početku godine po kineskom kalendaru. Slavlje završava 15. dan, nakon početka kineske godine, kada je festival svjetiljki. Tada se u zrak puštaju papirnate crvene svjetiljke.
Kineskom novom godinom, proslavlja se kraj zime i početak proljeća, ima sličnosti s karnevalima na Zapadu. Slavi se u Kini i u državama, gdje ima mnogo kineskog stanovništva kao što su: Sjeverna i Južna Koreja, Mongolija, Nepal, Butan, Vijetnam. Predstavlja razdoblje godišnjih odmora u jugoistočnoj Aziji. Do 1873. Kineska nova godina slavila se i u Japanu. U zemljama kao što su: Singapur, Indonezija, Malezija, Filipini, Tajland i druge sa značajnom kineskom manjinom, Kineska nova godina također se slavi među tamošnjim kineskim stanovništvom, ali nije dio tradicionalne kulture u tim zemljama.
Korijeni kineske nove godine sežu u antičku povijest, uz što je vezano mnogo mitova i legendi.
Kineska nova godina slavi se na razne načine. Obitelj se okuplja, kupuju se pokloni, dekoracije, hrana, svečana odjeća. Cijela obitelj zajedno čisti i uređuje kuću. Na prozore i vrata stavljaju se dekoracije od crvenog papira s temama sreće, zdravlja i blagostanja. Večer ususret Novoj godini, obitelj se okuplja oko svečanog blagdanskog stola. Najčešće se jedu svinjetina, pačetina, piletina te slatke delicije i voće (najviše naranče). Prije odlaska na spavanje, običaj je da se puca petardama. Sljedećeg jutra, djeca će pozdraviti roditelje te im zaželjeti sretnu novu godinu te dobiti na poklon novac u crvenim papirnatim omotnicama. Na kinesku novu godinu, tradicija je pomiriti se, zaboraviti sve trzavice i iskreno svakome zaželjeti mir i sreću. Predvladava crvena boja, koja u Kini simbolizira sreću, krepost, istinu i iskrenost. Popularni su plesovi ljudi obučenih u kostime zmajeva i lavova. Često se mogu vidjeti vatrometi, mnogo se koristi pirotehnika. Zbog mnogo ozljeda i ranjavanja te smrtnih posljedica, u nekim krajevima zabranjeno je ili ograničeno.
Festival proslave kineske nove godine naroda Qiang upisan je 2009. godine na popis nematerijalne svjetske baštine u Aziji i Oceaniji, i to kao nematerijalna baština na popisu hitne zaštite jer je katastrofalni potres u Sečuanu 2008. godine, pored svega ostaloga ugrozio i ovaj narodni običaj regije.

## Galerija
- Kineski zmaj
- Dekoracije na vratima povodom kineske nove godine
- Ples kostimiranog lava
- Proslava kineske nove godine u Kineskoj četvrti u Londonu
- Crvene svjetiljke postavljaju se na posljednji dan kineske nove godine
- Kostim lava
- Povorka proslave kineske nove godine u Parizu
- Kineske novogodišnje slastice
- Tradicionalna kineska odjeća
- Ples kostimiranog zmaja
- Novogodišnji vatromet u Tianjinu
- Vatromet u Hong Kongu
- Kineska Nova godina u Manchesteru, Velika Britanija